# Museum - et program om norsk historie
Museum – et program om norsk historie er et norsk radioprogram om arkæologi og norsk historie som er blevet sendt på NRK Radio siden 2001. Programmet ledes af Øyvind Arntsen. Det sendes på P2 og produceres af NRK Østfold, og hver episode er normalt 26 minutter. Programmet består af "rejsereportager" fra hele Norge, Norden og nogle gange også fra fjernere steder i Europa og USA. Programmet består af historikere, arkivarer, arkæologer i felten, lokalhistorikere og tidsvidner som fortæller om historiske steder, nye fund og temaer fra norsk og nordisk historie, fra istiden til nutiden. Fra 2013 har også NRK-journalist Jan-Henrik Ihlebæk lavet nogle af programmerne og i fra efteråret 2015 har Ihlebæk været fast programleder sammen med Arntsen. 
Programmerne udgives også som podcast.

## Hæder
Museum blev i 2012 hædret med ViS-prisen, som er Vitenskapsakademiet i Stavangers pris for forskningsjournalistik.
I 2014 blev programmet tildelt Sverre Steen-prisen for "Bred, levende og entusiastisk formidling [som] bidrar til å skape historieinteresse og kunnskapsglede blant store grupper". Sverre Steen-prisen gives af Den norske, historiske forening, HIFO. Øyvind Arntsen modtog Riksmålsforbundets Lytterpris i 2014.